# Khentii
Pour l’article homonyme, voir Monts Khentii.
L'aïmag de Khentii (mongol : Хэнтий Аймаг ; Standard national mongol : Khentii Aimag, autrefois retranscrit Hentiy) est une des vingt-et-une provinces de Mongolie. Elle est située à l'est du pays. Sa capitale est Öndörkhaan, renommée Chinggis Ville par le parlement mongol le 18 novembre 2013 en l'honneur de Gengis Khan qui serait né et probablement enterré dans le Nord de la province, sur le mont Burkhan Khaldun.

## Géographie
Comme son nom l’indique, l’aïmag est traversé par la chaîne du Hentiï. Il comprend les vallées des rivières Kherlen, Onon et Ulz.Le mont Erdeni Uula, situé sur l'aïmag, culmine à 1 231 mètres.
Le sud de l’aïmag est formé de steppes traversées par plusieurs rivières et jonchées de lacs et sources thermales. La rivière Kherlen traverse d’ouest en est la partie sud. C’est elle qui définit la frontière occidentale de l’aïmag. On trouve également dans cette zone la montagne Baïan ulaan et le lac Har zürhniï Hoh nuur.
Au nord ouest se situe le mont Hentiï han (2362 m), le plus haut de la chaîne. Il appartient à une zone strictement protégée. A l’est, le parc naturel Onon-baljin sav protège un écosystème partagé entre steppe boisée et taïga. 
Ce parc se situe sur le bassin versant des rivières Onon,Kerülen, Toula (rivière) et Balj.
La plaine orientale abrite deux réserves naturelles: 
- La réserve de Toson hulstaï au sud de la « muraille de Gengis »(Chingisiïn dalan) qui tient son nom des lacs Toson et Hulstaï
- La réserve naturelle Har ïmaat autour de la montagne Turuu öndör et son écosystème de type Hangaï (steppe boisée verdoyante)

### Districts

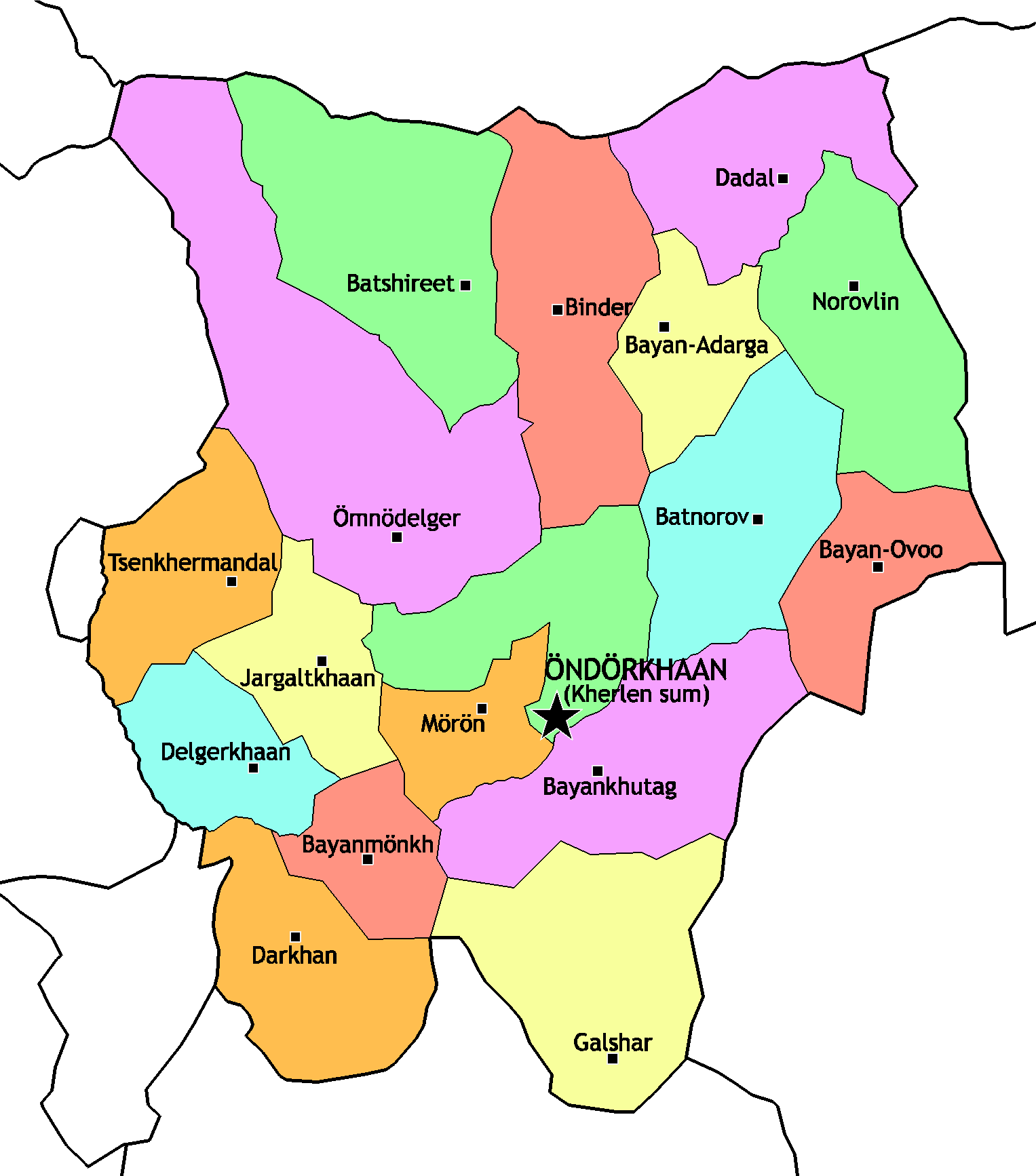
Carte des soums de l'aïmag du Khentii

La Province de Khentii est divisée en dix-sept soums :
| Soum                | Mongol       | Population (1994)[2] | Population (2001)[3] | Population (2005)[7] | Population (2008)[5] | Population (2010)[8] | Superficie (km²) | Densité (/km²) |
| ------------------- | ------------ | -------------------- | -------------------- | -------------------- | -------------------- | -------------------- | ---------------- | -------------- |
| Batnorov (en)       | Батноров     | 3,169                | 2,986                | 6739                 | 2,833                | 2,693                | 4,968            | 0.54           |
| Batshireet (en)     | Батширээт    | 2,591                | 2,196                | 2,009                | 2,092                | 2,086                | 7,018            | 0.30           |
| Bayan-Adarga (en)   | Баян-Адарга  | 2,493                | 2,333                | 2,413                | 2,429                | 2,205                | 3,021            | 0.73           |
| Bayankhutag (en)    | Баянхутаг    | 2,130                | 2,280                | 2,090                | 1,949                | 1,656                | 6,029            | 0.27           |
| Bayanmönkh (en)     | Баянмөнх     | 1,646                | 1,790                | 1,693                | 1,532                | 1,347                | 2,540            | 0.53           |
| Bayan-Ovoo (en)     | Баян-Овоо    | 1,917                | 1,697                | 1,701                | 1,765                | 1,581                | 3,381            | 0.47           |
| Binder (en)         | Биндэр       | 4,184                | 3,615                | 3,537                | 3,784                | 3,455                | 5,386            | 0.64           |
| Dadal               | Дадал        | 2,826                | 2,387                | 2,534                | 2,667                | 2,612                | 4,727            | 0.55           |
| Darkhan             | Дархан       | 1,949                | 1,904                | ?                    | 1,899                | 1,549                | 4,455            | 0.35           |
| Delgerkhaan (en)    | Дэлгэрхаан   | 3,029                | 2,902                | 2,339                | 2,353                | 2,040                | 3,986            | 0.51           |
| Galshar (en)        | Галшар       | 2,575                | 2,906                | 2,468                | 2,074                | 1,807                | 6,676            | 0.27           |
| Jargaltkhaan        | Жаргалтхаан  | 1,863                | 2,073                | 1,848                | 1,926                | 1,831                | 2,752            | 0.67           |
| Kherlen (en)        | Хэрлэн       | 20,172               | 16,578               | 16,783               | 17,154               | 19,000               | 3,788            | 5.02           |
| Mörön (en)          | Мөрөн        | 2,444                | 2,264                | 2,026                | 1,934                | 1,326                | 2,196            | 0.60           |
| Norovlin (en)       | Норовлин     | 2,713                | 2,777                | 2,255                | 2,341                | 2,254                | 5,334            | 0.42           |
| Ömnödelger (en)     | Өмнөдэлгэр   | 3,895                | 5,739                | 5,208                | 5,148                | 5,156                | 10,877           | 0.47           |
| Tsenkhermandal (en) | Цэнхэрмандал | 2,361                | 1,791                | 1,661                | 1,447                | 2,004                | 3,177            | 0.63           |

## Monuments
On trouve quelques monuments historiques dans ce aïmag:
- Le Monastère de Beereven sur le versant sud de la montagne Delgerhan. Construit en 1784, il était considéré comme le centre oriental du bouddhisme halh avec 8000 moines qui exerçaient au plus fort de l’activité spirituelle du lieu[1].
- Le Palais Imperial ou Ih örgöö de Gengis Han, installé au sud ouest de l’aïmag sur Hödöö aral (« île de campagne »)[1].